# Tommaso Buscetta
Ne doit pas être confondu avec Khaled Boucheta.
Tommaso Buscetta, né le 13 juillet 1928 à Palerme et mort le 2 avril 2000 en Floride est un mafioso sicilien. Ayant été actif en Amérique comme en Italie, il était surnommé « le boss des deux mondes ».
Bien qu’il n’ait pas été le premier pentito (repenti de la Mafia) dans le programme italien de protection des témoins, il est largement reconnu comme le premier d’importance à avoir brisé l’omerta. De nombreux mafiosi ont suivi son exemple. En 2019 sort le film Le Traître relatant son histoire et sa repentance.

## Biographie

### Jeunesse et carrière dans la Mafia
Fils d'un artisan verrier, Buscetta est le plus jeune d’une famille de 17 enfants élevés dans un quartier très pauvre de Palerme dont il s’est extirpé en démarrant une carrière précoce dans le crime organisé. Il commence à s’impliquer dans la Mafia en 1945, et l’année suivante, il est initié au sein de la famille de Porta Nuova, famille qui fera partie de la fraction Corleonesi dans les années 1980, lors de la Seconde Guerre de la Mafia, mais dont Tommaso Buscetta sera dans la fraction dit des "perdants", car il sera proche des Bontade et des Inzerillo. Son premier chef est Giuseppe « Pippo » Calò. Il fait alors ses premières armes essentiellement dans la contrebande de cigarettes.
Après le massacre de Ciaculli en 1963, épisode déterminant de la « première guerre de la Mafia », Buscetta fuit aux États-Unis, où la famille Gambino l’aide à démarrer une affaire de pizzas. En 1968, il est condamné pour double meurtre en Italie par contumace.
En 1970, Buscetta est arrêté à New York. Les autorités italiennes n’ayant pas réclamé son extradition, il est relâché. Buscetta part au Brésil où il met en place un réseau de trafic de drogue. En 1972, il est arrêté et torturé par les autorités du régime militaire brésilien puis extradé vers l’Italie, où il entame une peine de prison à perpétuité. En 1980, lors d’une permission de sortie, il fuit de nouveau vers le Brésil, échappant ainsi à la Seconde Guerre de la Mafia sur le point d’être déclenchée par le clan des Corleonesi de Toto Riina. Celle-ci cause la mort de nombreux amis et alliés de Buscetta, dont le chef Stefano Bontate. Ne pouvant atteindre Buscetta réfugié au Brésil, Toto Riina fait assassiner les deux fils, le frère, le gendre et quatre neveux de celui-ci, tous étrangers à la Mafia.

### Le repenti
Arrêté une nouvelle fois en 1983, au Brésil, Buscetta est interrogé et rencontre le juge Giovanni Falcone, en 1984, à Brasilia. Il est alors renvoyé en Italie. Il commet une tentative de suicide. Il paraît dès lors profondément dégoûté de la Mafia. Ne pouvant venger l'assassinat des siens, Buscetta se décide à répondre aux questions du juge Giovanni Falcone. Décidé à donner toutes les informations qui permettront l'arrestation de Toto Riina, il commence sa « carrière » de pentito, de repenti, dont les témoignages seront cruciaux. Deux mois de conversations tenues dans le plus grand secret permettent à la police de comprendre enfin le fonctionnement de Cosa Nostra et de lancer simultanément trois cent quatre-vingt-quinze mandats d'arrêt.
Buscetta est le témoin clé dans le Maxi-Procès qui aboutit à la condamnation de près de 350 mafiosi. Il révèle l’existence et le fonctionnement de la Cupola (la Commission de la Mafia sicilienne). Il donne à Falcone les éléments pour affirmer que Cosa Nostra est une structure hiérarchique unifiée dirigée par la Commission, et que ses chefs, qui ne se salissent pas les mains en personne, peuvent être tenus pour responsables des activités criminelles commises au profit de l’organisation. Ces prémices sont connues sous le nom de « théorème de Buscetta » et sa reconnaissance légale a été confirmée par la sentence, en dernière instance du Maxi-Procès, par la cour de cassation italienne en janvier 1992, quelques mois avant les assassinats par la Mafia des juges Falcone et Borsellino.
Le témoignage de Buscetta au procès de la Pizza Connection, à New York, au milieu des années 1980, permet la condamnation de centaines de mafiosi aux États-Unis et en Italie, dont Gaetano Badalamenti.
En récompense de cette aide, Buscetta a pu vivre aux États-Unis sous une nouvelle identité, grâce au programme de protection des témoins. Il aurait eu recours à la chirurgie esthétique pour mieux dissimuler son identité réelle. Il est apparu dans plusieurs documentaires, interviewé par des journalistes, mais son visage y était flouté ou pixellisé.
Les juges et les policiers ont décrit Buscetta comme quelqu’un de très poli et intelligent, quoique parfois enclin à la vanité. Comme la plupart des repentis, Buscetta distillait la vérité avec parcimonie. Il a prétendu qu’il n’avait jamais été impliqué dans un trafic de drogue, bien qu’il se soit contredit en disant une fois que tout le monde dans la Mafia était impliqué dans la drogue sans préciser cette fois-là qu’il y faisait exception. Initialement, il a nié avoir tué qui que ce soit, mais il a plus tard admis à la télévision qu’il était un meurtrier.
Enzo Biagi publie en 1986 un livre sur Buscetta. En 1988, la RAI diffuse une interview par Biagi de Buscetta filmé en ombre chinoise. Ils se revoient à New York le 21 juillet 1992 après les assassinats des juges Falcone et Borsellino. En 2000, Biagi dit de lui : 

« Il ne m'a probablement pas tout dit, mais je suis sûr qu'il ne m'a jamais menti. »

Certains des mensonges de Buscetta ont des motivations compréhensibles. Dans les années 1980, il dit qu’il n’a aucune connaissance des liens que divers hommes politiques, comme Salvo Lima et Giulio Andreotti, ont avec la Mafia. Cependant, dans les années 1990, il admet avoir eu connaissance de tels liens, mais qu’il avait prétendu le contraire parce que les personnalités politiques concernées étaient encore aux affaires, et qu’il avait craint pour sa vie, malgré le programme de protection des témoins.
Ce n’est qu’après les assassinats des juges Giovanni Falcone et Paolo Borsellino, en 1992, que Buscetta décide de parler des liens entre la Mafia et les personnalités politiques. Le 16 novembre 1992, Buscetta témoigne devant la Commission parlementaire antimafia présidée par Luciano Violante sur les liens entre Cosa Nostra et Salvo Lima ainsi que Giulio Andreotti. Il indique que Salvo Lima était le contact de la Mafia dans la politique italienne. « Salvo Lima était, en fait, l'homme politique vers qui Cosa Nostra se tournait le plus souvent pour résoudre les problèmes de l’organisation dont la solution résidait à Rome », a affirmé Buscetta.
Au tribunal, Buscetta a également dessiné avec beaucoup de détails les échanges secrets qui liaient des personnalités politiques et la Mafia. Il a déclaré : « Ce n’est pas Cosa Nostra qui contacte l'homme politique. Au lieu de cela, un membre de Cosa Nostra dit : ce président est à moi (è cosa mia), et si vous avez besoin d’une faveur, vous devez vous adresser à moi. En d’autres termes, la personne de Cosa Nostra maintient une sorte de monopole sur cet homme politique. Chaque responsable de famille dans la Mafia sélectionne un homme dont les caractéristiques semblent déjà faire de lui quelqu’un d’approchable. Oubliez l’idée qu’un quelconque pacte est conclu au préalable. Au contraire, on va vers ce candidat et on dit : « Onorevole, je peux faire ceci et cela pour vous, et nous espérons que quand vous serez élu, vous vous souviendrez de nous. » Le candidat gagne et il a une dette à rembourser. Vous lui dites : « Nous avons besoin de cela, le ferez-vous ou non ? ». L'homme politique comprend immédiatement et agit toujours en conséquence ».
Quand un autre mafioso, Salvatore Cancemi, confesse à Buscetta, lors d’un procès en 1993, qu’il a étranglé les deux fils de Buscetta, ce dernier lui pardonne et lui dit qu’il sait qu’il ne pouvait pas refuser cet ordre.

### Famille et vie privée
Buscetta s’est marié trois fois et a eu huit enfants. Après avoir trompé sa première femme, il a été brièvement suspendu de la Mafia, l’adultère étant prohibé par le code d’honneur des mafiosi. En prison dans les années 1970, il apprend que son chef veut l’exclure pour de bon de la Mafia à cause de son comportement avec ses femmes.
Lorsqu'il part vivre au Brésil en 1982 avec sa troisième épouse et ses derniers enfants, il abandonne ses deux fils ainés, Benedetto Buscetta et Antonio Buscetta, qui seront torturés par la Mafia qui veut savoir où se cache leur père. Ses deux fils seront assassinés et leurs corps dissous dans de l’acide le 11 septembre 1982 par des membres de la Mafia qu'ils côtoyaient depuis leur enfance. En fait, ils ne connaissaient pas le lieu où se trouvait leur père.
Buscetta meurt d’un cancer en Floride en 2000, âgé de 71 ans, après avoir vécu paisiblement ses dernières années aux États-Unis,,.
Il est enterré au côté de son fils Stefano (décédé en 2007 dans un accident de moto), mais tous deux sont inhumés sous une fausse identité.

### Filmographie
- Marco Bellocchio réalise en 2019 un biopic sur la vie de Tommaso Buscetta intitulé Le Traître (Il Traditore) avec Pierfrancesco Favino dans le rôle titre et Fausto Russo Alesi dans le rôle du juge Falcone.